# Naked and Afraid XL
Naked and Afraid XL (traducible al español como Desnudos y asustados XL, conocido en Hispanoamérica como Supervivencia al desnudo: edición extrema y en España como Aventura en pelotas XL) es un Reality estadounidense que se estrenó en Discovery Channel en 2015.
Esta serie es una derivación de Naked and Afraid. Un grupo de personas (veteranas de Naked and Afraid) tiene la tarea de sobrevivir en un entorno salvaje durante 40 días. Cada sobreviviente solo puede traer uno o dos artículos útiles de su elección. No se les da ningún otro artículo, ropa, comida o agua. Los equipos de cámara no pueden intervenir, excepto en emergencias médicas. Cualquier participante tiene permitido rendirse en cualquier momento, lo que significa que él o ella decide no continuar y se va a casa. Los participantes cazan, atrapan y recolectan su comida en la naturaleza y construyen refugios con sus propias manos y el material disponible que se encuentra en la naturaleza. Al final de los 40 días, los sobrevivientes restantes deben llegar al punto de extracción designado. El éxito de esta última tarea indica su capacidad de sobrevivir en un entorno hostil durante un largo período de tiempo. 

## Temporadas
| Temporada | Ubicación | Episodios   | Estreno                  | Final                    |
| --------- | --------- | ----------- | ------------------------ | ------------------------ |
| 1         | Colombia  | 10          | 12 de julio de 2015      | 6 de septiembre de 2015  |
| 2         | Sudáfrica | 10          | 3 de julio de 2016       | 1° de septiembre de 2016 |
| 3         | Ecuador   | 11          | 16 de abril de 2017      | 25 de junio de 2017      |
| 4         | Sudáfrica | 13          | 29 de abril de 2018      | 8 de julio de 2018       |
| 5         | Filipinas | 11          | 26 de mayo de 2019       | 27 de julio de 2019      |
| 6         | Sudáfrica | Por definir | 23 de septiembre de 2020 | 12 de diciembre de 2020  |